# 叢林奇譚與童軍活動
1916年起，童軍活動計畫採用了魯德亞德·吉卜林所著《叢林奇譚》當中的主題。

## 阿克拉
在幼童軍團當中，阿克拉（Akela）代表了智慧、權威與領袖的象徵。阿克拉可以代稱童軍的任何服務員。阿克拉可以是一位在童軍活動中指導的幼童軍團長、小隊服務員、父母或教師。在小隊集會當中，小隊服務員就是阿克拉。在團集會中，阿克拉就是幼童軍團長。在家中，這個名稱就指代為父母。童軍活動創辦人羅伯特·貝登堡採用了魯德亞德·吉卜林所著《叢林奇譚》，作為童軍活動中最年輕成員的象徵與寓意架構。諸多故事被當作來源，放入幼童軍階段的故事，包含了討論與活動計畫時使用的「會議石」，以及增進歸屬感與團隊精神的「幼童軍吼聲」。
許多幼童軍團使用了稱為「幼童軍規律」，作為幼童軍意義的展現，以及體現了幼童軍團與阿克拉之間的關係：
幼童軍要跟隨阿克拉。
幼童軍要幫助幼童軍團行動。
幼童軍團幫助幼童軍成長。
幼童軍要行善事。
魯德亞德·吉卜林所採用的「阿克拉」名稱來自於印度語，意義為「孤獨」。